# Nelson (regio)
Nelson is een regio van Nieuw-Zeeland, gelegen in het noorden van het zuidelijke eiland. Het is in feite een stadsregio van de stad Nelson. Ze is genoemd naar Horatio Nelson.
Nelson heeft een goed klimaat en is populair bij toeristen omdat het regelmatig de meeste zonne-uren per jaar heeft, met een jaarlijks gemiddelde van meer dan 2400 uur (6,5 uur per dag). De regio heeft een aantal goede stranden, en ligt vlak bij de bergen. Ook is het het voorgebied voor het Nationaal park Nelson Lakes, het Nationaal park Abel Tasman en het Nationaal park Kahurangi. Het is een centrum voor zowel ecotoerisme alsook voor het avontuurlijke toerisme – het heeft een goede reputatie bij speleologen door het grottensysteem rondom Takaka Hill en Mount Owen.
Brightwater in de nabij gelegen regio Tasman is de geboorteplaats van Ernest Rutherford.
In deze regio is Richmond een andere grote plaats met ongeveer 15.000 inwoners. Het totale aantal inwoners van de regio Nelson en het nabijgelegen Richmond is ongeveer 100.000.

## Vroege geschiedenis
De New Zealand Company uit Londen plande de kolonisatie van Nelson. Ze hadden het plan opgevat om goedkoop 800 km² van de Maori’s te kopen, die ze in 1000 stukken wilden verkopen aan toekomstige kolonisten. Toen in 1841 slechts een derde van de grond was verkocht was dit een tegenvaller, maar men ging toch op weg. Drie schepen vertrokken vanuit Londen onder aanvoering van kapitein Arthur Wakefield. Toen ze in Nieuw-Zeeland aankwamen bleek echter dat de gouverneur van de kolonie, William Hobson, ze geen toestemming gaf om zomaar veel land van de Maori’s aan te kopen, of om zelf te beslissen waar ze zich zouden vestigen. Na wat vertraging kreeg de New Zealand Company toestemming om de Baai van Tasman aan het noordereinde van het Zuidereiland te onderzoeken. Het bedrijf koos de plek waar nu Nelson (stad) ligt omdat het de beste haven had in het gebied. Het had echter een groot minpunt: er was geen vruchtbaar land in de omgeving. Nelson ligt precies op de rand van een bergrug. De dichtbijgelegen Waimea Plains (243 km²) waren niet groot genoeg voor de plannen van de New Zealand Company.
Voor 800 Engelse ponden kocht de Company een ongespecificeerd gebied van de Maori’s, waarin zowel Nelson, Waimea, Motueka, Riwaka en Whakapuaka lagen. Hierdoor kon de kolonie beginnen, maar het gemis aan specifieke informatie over wat er was gekocht leidde later tot veel conflicten.
De drie schepen met kolonisten voeren in november 1841 de haven van Nelson in. Ze vonden er al een stadje met straten, wat houten huizen, tenten en hutten. Binnen 18 maanden stuurde de Company 18 schepen naar het gebied, met 1052 mannen, 872 vrouwen en 1384 kinderen. Minder dan 90 kolonisten hadden echter geld om als zichzelf er als landeigenaar op te zetten. Deel van de vroege kolonisten was een groep Duitse emigranten die op de Sankt Pauli waren gekomen. Zij vormden de plaatsen Sarau (Upper Moutere) en Neudorf.
Na een goed begin bleken te weinig land en te weinig geld de kolonisten een groot probleem te zijn, en tot de jaren 1850 kwamen er geen nieuwe kolonisten meer bij, en in 1846 was 25% van de bevolking naar elders verhuisd.
De druk om meer vruchtbaar land te vinden werd steeds hoger. Ten zuidoosten van Nelson lagen de wijde landen van de Wairauvallei. De New Zealand Company probeerde te claimen dat zij dat land hadden gekocht. De Maori’s bleven echter volhouden dat dit niet zo was, en dat ze enige poging van de kolonisten om dit gebied te bewonen zouden tegenhouden. De kolonisten onder leiding van Arthur Wakefield en Henry Thompson probeerden dit toch. Dit leidde tot de schermutseling bij Wairau (Engels: Wairau affray, ook wel massacre of incident) waarbij 22 kolonisten en 4 Maori’s om het leven kwamen. Het daaropvolgende overheidsonderzoek gaf de Maori’s gelijk, en gaf aan dat de kolonisten geen legitieme claim hadden op land buiten de Baai van Tasman.